# Kanton Lannemezan
Lannemezan is een voormalig kanton van het Franse departement Hautes-Pyrénées. Het kanton maakte deel uit van het arrondissement Bagnères-de-Bigorre. Het werd opgeheven bij decreet van 25 februari 2014, met uitwerking op 22 maart 2015.

## Gemeenten
Het kanton Lannemezan omvatte de volgende gemeenten:
- Artiguemy
- Benqué
- Bonnemazon
- Bourg-de-Bigorre
- Campistrous
- Capvern
- Castillon
- Chelle-Spou
- Clarens
- Esconnets
- Escots
- Espieilh
- Fréchendets
- Gourgue
- Lagrange
- Lannemezan (hoofdplaats)
- Lutilhous
- Mauvezin
- Molère
- Péré
- Pinas
- Réjaumont
- Sarlabous
- Tajan
- Tilhouse
- Uglas